# 赤猴
赤猴（学名：Erythrocebus patas），是分布在西非的一种猴，为赤猴屬的唯一一种。

## 分布
赤猴主要居住在热带草原和半沙漠地区。

## 特征

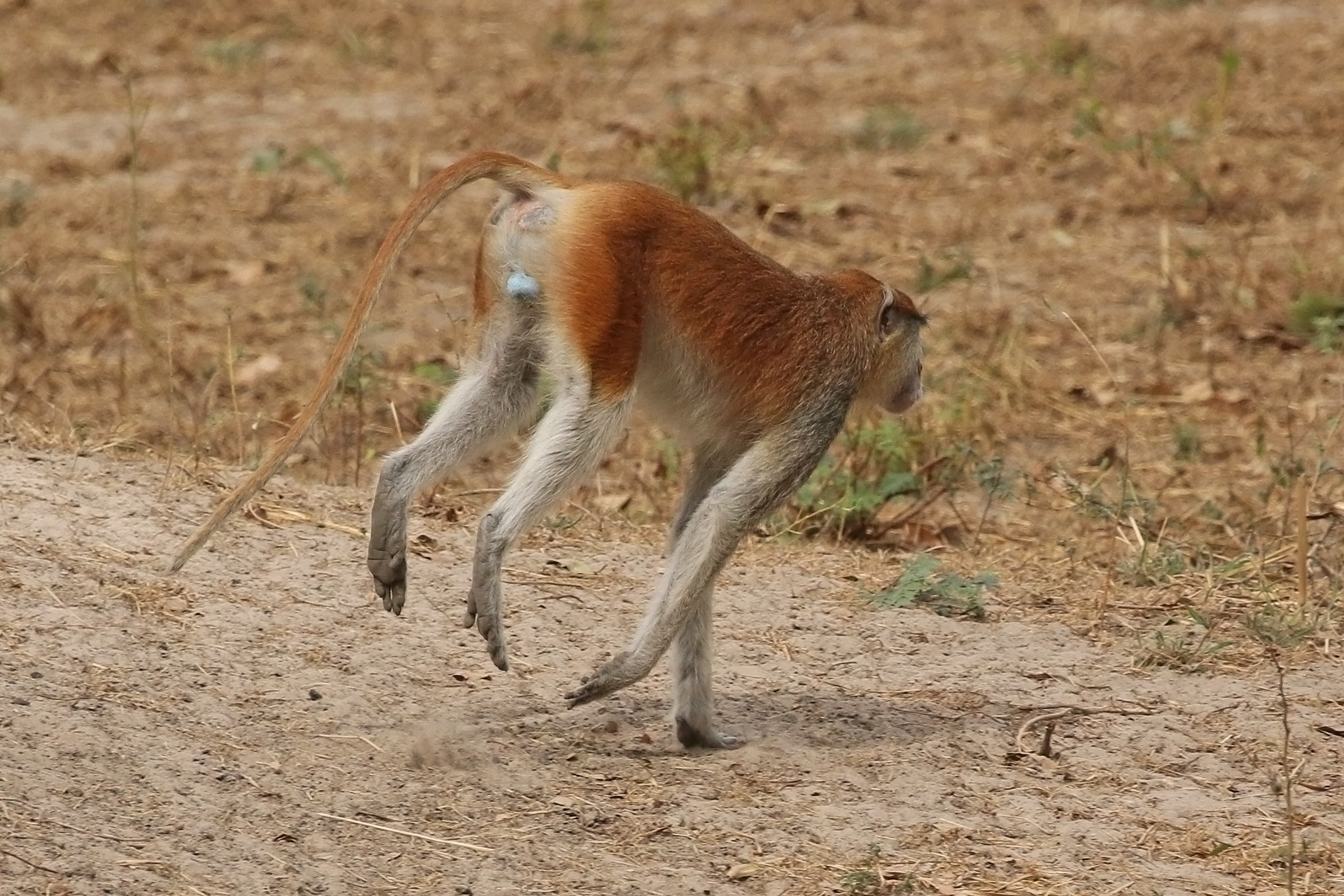
奔跑中的赤猴

赤猴体长为85厘米，尾长75厘米。奔跑速度可达55公里/小时，是灵长目中速度最快的一种。

## 习性
赤猴是群居动物，一群大约12只猴，只有一只成年雄性猴。性成熟的雄性猴（大约4岁）就会离开群体。

## 食性
赤猴以昆虫、种子和植物根茎为食。

## 分类
包括两个亚种：分布于西部的Erythrocebus patas patas和分布于东部的Erythrocebus patas pyrrhonotus，东部亚种的鼻子为白色，而西部亚种则为黑色。